# Jean-Jacques Herbulot
Marie Jean-Jacques Herbulot (ur. 29 marca 1909 w Belval, zm. 22 lipca 1997 w Blois) – francuski architekt okrętowy i żeglarz, czterokrotny olimpijczyk.
Ukończył studia w kierunku architektury, a od 1947 roku specjalizował się w konstrukcji jachtów. W jego dorobku znajdowało się blisko sto projektów jachtów, a także opracowanie nowego rodzaju spinakera.

## Występy na igrzyskach olimpijskich
- Los Angeles 1932 – Star – 5. miejsce – Tramontane (Jean Peytel)
- Berlin 1936 – Star – 7. miejsce – Fada (Pierre de Montaut)
- Londyn 1948 – Firefly – 7. miejsce
- Melbourne 1956 – 5,5 metra – 6. miejsce – Gilliatt V (Albert Cadot, Dominique Perroud)